# Essenze d'amore
Essenze d'amore (Die Rosenkönigin) è un film del 2007, diretto da Peter Weck.

## Trama
Marie Gruber è una giovane produttrice di profumi che desidera lavorare in una grande azienda di Salisburgo come la Weidemann, finché non riceve un'offerta di lavoro da Karl Friedrich Weidemann, realizzando così il suo sogno. Nell'industria conosce i figli del padrone, Mercedes, con cui intratterrà rapporti di rivalità, e Bernard, a cui il padre vorrebbe cedere l'industria e di cui Marie era innamorata. Karl scopre le straordinarie doti di Marie e le propone di creare una particolare essenza, ma Mercedes si sente screditata e cerca in tutti i modi di rovinare la reputazione di Marie.